# Coelodynerus fasciculatus
Coelodynerus fasciculatus är en stekelart som först beskrevs av Henri Saussure 1870.  Coelodynerus fasciculatus ingår i släktet Coelodynerus och familjen Eumenidae. Inga underarter finns listade i Catalogue of Life.